# Jules Hans
Jules Joseph Hans (Eigenbrakel, 15 augustus 1880 - 15 september 1965) was een Belgisch senator en burgemeester.

## Levensloop
Hans werd vakbondssecretaris.
Van 1921 tot 1952 was hij gemeenteraadslid en burgemeester van de gemeente Eigenbrakel. Van 1923 tot 1929 was hij ook provincieraadslid in Brabant.
In 1929 volgde hij Jules Genard op als socialistisch senator voor het arrondissement Nijvel. Genard was herkozen maar overleed voor hij opnieuw de eed kon afleggen. Hans bleef het mandaat vervullen tot in 1949.
Er is een Rue Jules Hans in Eigenbrakel.